# Дзьоґен
Дзьо́ґен (яп. 貞元 — дзьоґен, «основа цноти») — ера японського літочислення (ненґо), який тривав з 976 по 978 роки. Вона йшла після ери Тен'ен та передувала ері Тенґен. Ця ера припадає на правління імператора Ен'ю.

## Рамки
- Початок: 13-й день 7-го місяця 4-го року Тен'ен (11 серпня 976 року).
- Кінець: 29-й день 11-го місяця 3-го року Дьоген (31 грудня 978 року).

## Основні події
- 8 день 11 місяця 2 року Дзьоген (20 грудня 977 року) помер Фудзівара но Канемічі.[3]

## Порівняльна таблиця
| Роки Дзьоґен            | 1    | 2    | 3    |
| Григоріанський календар | 976  | 977  | 978  |
| Китайський календар     | 丙子 | 丁丑 | 戊寅 |